# ニッポン放送開局70周年特別番組『笑顔にナーレ!』
ニッポン放送開局70周年特別番組『笑顔にナーレ!』（ニッポンほうそうかいきょく70しゅうねんとくべつばんぐみ『えがおにナーレ!』）はニッポン放送で2024年7月15日に放送された特別番組。

## 概要
ニッポン放送は、5年周期で開局記念日である7月15日に特別番組を編成している。当該年も早朝5時から夜10時まで、トータル17時間に亘り、8部構成にて特別番組を放送することを6月12日に発表した。
また、15日17時からの特番枠でパーソナリティを務める松任谷由実が、70周年記念テーマソングを制作することが発表された。松任谷が周年記念曲を制作するのは、2014年に開局60周年時に制作した「忘れられぬミュージック」以来10年振りである。6月30日、笑顔をテーマに書き下ろした楽曲のタイトルが「LET'S GET IT STARTED!」であることを発表した。
7月13日から15日にかけて、同局のイマジンスタジオを「有楽町・笑顔にナーレ!ステーション」と題し、リスナーを無料で迎え入れての公開生放送及びイベント会場として開放。また、最寄りの駅のひとつ有楽町駅に隣接する有楽町駅前広場において「有楽町 笑顔パーク」と題したイベント会場を設け、アーティストやお笑いタレントのミニステージを開催した他、同局のスポンサー企業の各種体験、関連グッズの販売やサンプリングコーナーなどのブースを設置した。
そして、この番組がradikoのライブ配信で1都6県の放送エリアの15局の中で平均17.4%のシェアを獲り「同時間帯首位」に立った。特に、15時から17時まで放送された『タモリセッション2024』の番組内の16時15分には、21.6%の瞬間最高シェアを記録して、同じ時刻において、15局の中で首位に立った。

## 出演者

### パーソナリティ
- 上柳昌彦（第1部）
- 飯田浩司（第1部）
- 垣花正（第2部）
- 山田邦子（第2部） ※8時・9時台
- 森永卓郎（第2部） ※10時台
- 中瀬ゆかり（第2部） ※10時台
- 高田文夫（第3部）
- 松本明子（第3部）
- ナイツ（第3部）
- テリー伊藤（第4部）
- 辛坊治郎（第4部）
- 笑福亭鶴光（第4部）
- タモリ（第5部）
- 松任谷由実（第6部）
- 三四郎（第7部）
- 三宅裕司（第8部）

## タイムテーブル

### 第1部 『ラジオが報じたニュース70年史』
- 放送時間：5:00 - 8:00
- ゲスト：高嶋ひでたけ

### 第2部 『あなたとワンダフルリクエスト』
- 放送時間：8:00 - 11:00
- ゲスト：榊原郁恵、山内惠介

### 第3部 『70年の半分やってる 高田文夫のラジオビバリー昼ズ特大号』
- 放送時間：11:00 - 13:00
- ゲスト：キャイ〜ン

### 第4部 『のってけゴールデンズーム』
- 放送時間：13:00 - 15:00
- アシスタント：増山さやか（ニッポン放送アナウンサー）

### 第5部『タモリセッション2024』
- 放送時間：15:00 - 17:00
- アシスタント：東島衣里（ニッポン放送アナウンサー）
- ゲスト：山下洋輔（ジャズピアニスト）[6]

### 第6部 『ユーミン・ゆず・あいみょんの音楽とラジオ』
- 放送時間：17:00 - 19:00
- ゲスト：ゆず、あいみょん

### 第7部 『三四郎の爆湧きラジオ』
- 放送時間：19:00 - 20:00
- ゲスト：高野正成（きしたかの）、塚本直毅（ラブレターズ）

### 第8部 『三宅裕司のヤングパラダイス』
5年半振りの復活特番となった
- 放送時間：20:00 - 22:00